# Přešťovice
Přešťovice [ˈpr̝̊ɛʃcɔvɪt͡sɛ] (deutsch Prestowitz) ist eine Gemeinde in Tschechien. Sie liegt fünf Kilometer nordöstlich von Strakonice und gehört zum Okres Strakonice.

## Geographie

### Geographische Lage
Přešťovice befindet sich linksseitig der Otava an deren Zufluss Rohozná im Böhmerwald-Vorland. Östlich erhebt sich der Brdo (508 m), im Süden liegt über dem breiten, mit artesischen Brunnen durchsetzten Flussbett der Otava der Hügel Vrch (417 m). Nördlich des Dorfes liegt der von der Rohozná gespeiste Teich Velký přešťovický rybník.

### Gemeindegliederung

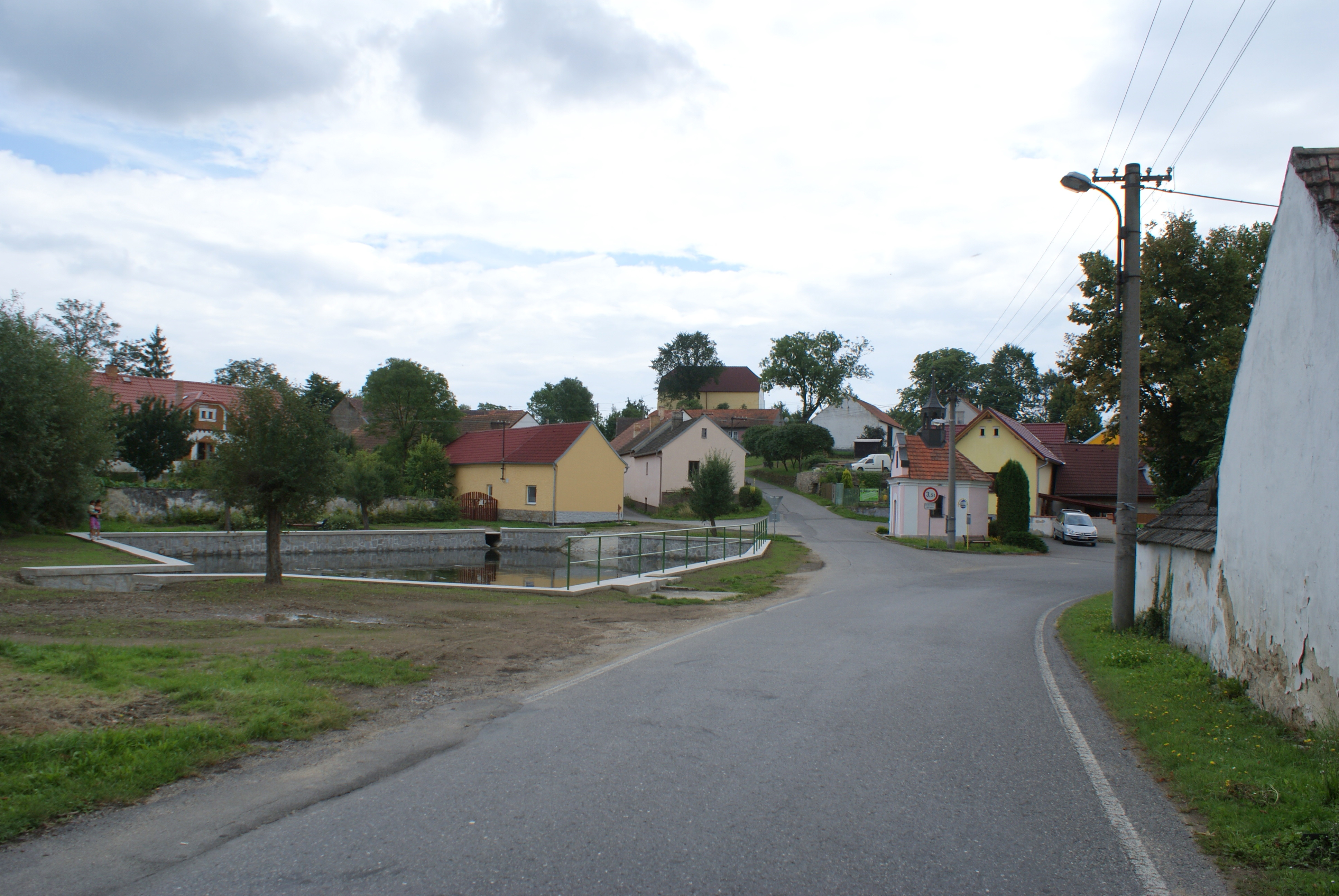
Přešťovice, Ortsteil Kbelnice

Die Gemeinde Přešťovice besteht aus den Ortsteilen Brusy (Bruß), Kbelnice (Kbelnitz) und Přešťovice (Prestowitz) sowie der Ansiedlung Slatina (Moor).

### Nachbargemeinden
Nachbarorte sind Rohozná im Norden, Kbelnice im Nordosten, Slatina im Osten, Štěkeň und Čejetice im Südosten, Sedlíkovice und Modlešovice im Süden, Hájská und Slaník im Südwesten, Řepice im Westen sowie Rovná im Nordwesten.

## Geschichte
Zusammen mit Friedenhain bei Straubing ist Přešťovice namensgebend für die vor allem im 5. Jahrhundert auftretende Friedenhain-Přešťovice-Keramik, welche unter anderem auf einem Gräberfeld bei Přešťovice gefunden wurde. Ältester Ortsteil der Gemeinde ist Kbelnice, das sich seit 1360 nachweisen lässt, als Štěpán von Radomyšl als Besitzer von fünf Hufen Land aufgeführt wurde. Kbelnice war seit 1384 den Rosenbergern auf der Helfenburg untertänig. Bis 1419 bestand Kbelnice noch ein Vladikengut.
Přešťovice entstand 1397 und war bis zur Aufhebung der Patrimonialherrschaften im Jahre 1848 immer zur Herrschaft Štěkeň zugehörig.
Besitzer der Herrschaft waren von 1412 bis 1610 die Říčanský von Říčany, danach erfolgten mehrfache Besitzerwechsel. Nach der Schlacht am Weißen Berg wurde die Herrschaft 1622 aus dem Besitz von Jan Malovec von Malovice konfisziert. 1648 erwarb der im Jahr zuvor aus der Schweiz nach Böhmen eingewanderte Adlige Jan Anton Losy von Losinthal Štěkeň mit den zugehörigen Dörfern Řepice, Mladějovice, Přešťovice, Čejetice, Droužetice, Přeborovice, Brusy, Cehnice, Dunovice, Netonice, Radějovice, Paračov, Kuřimeny, Sudkovice und Černěkov von Johann Anton, Fürst von Eggenberg. Nach seinem Tode erbte 1682 sein Sohn Johann Baptist Štěkeň. Dieser verstarb 1683 und das Erbe trat dessen Bruder Johann Anton Losy von Losinthal an. 1720 übergab die Herrschaft an seinen Sohn Adam Philipp. Nachdem Adam Philipp Graf Losy von Losinthal am 21. April 1781 ohne Nachkommen in Wien verstorben war, erbte dessen Witwe Ernestine Gräfin Fuchs von Bimbach die Herrschaft. Sie verkaufte den Besitz noch im selben Jahre an Joseph-Niklas zu Windisch-Graetz. Ihm folgte 1802 dessen Sohn Alfred I. zu Windisch-Graetz.
1848 wurde Přešťovice zur selbstständigen Gemeinde.

## Kultur und Sehenswürdigkeiten
- Kapelle am Dorfplatz, erbaut 1805